# باليا
باليا هي بلدة وقضاء في محافظة بالق أسير بمنطقة مرمرة، تركيا. العمدة هو عثمان قليتش (حزب الحركة القومية).